# ورخنه‌خوزیاتوو
ورخنه‌خوزیاتوو (انگلیسی: Verkhnekhozyatovo) یک شهرک در شهرستان چیشمینسکی در استان باشقیرستان کشور روسیه است.